# Maiorca Crime
Maiorca Crime (The Mallorca Files) è una serie televisiva britannica di genere poliziesco-drammatico creata da Dan Sefton. 
La prima stagione è stata trasmessa dal 25 novembre 2019 sul canale BBC One. A partire da questa data, tutti gli episodi della stagione sono disponibili su BBC iPlayer. La seconda stagione è stata confermata l'11 novembre 2019, in anticipo sulla trasmissione del primo episodio della prima stagione. La seconda stagione è andata in onda su BBC One dal 1º febbraio 2021. A partire da questa data, tutti gli episodi sono disponibili su BBC iPlayer.
In Italia la serie è andata in onda dal 14 giugno 2020 su Rai 2.

## Trama
Miranda Blake, un’investigatrice proveniente dalla Polizia Metropolitana di Londra, e Max Winter, collega della polizia tedesca, sono impegnati a risolvere crimini alla comunità internazionale presente nell'isola di Maiorca. Di carattere e temperamento differenti, sono alle dipendenze del capo della Polizia di Palma di Maiorca, Ines Villegas.

## Personaggi
- Detective Miranda Blake interpretata da Elen Rhys e doppiata da Francesca Manicone.
- Detective Max Winter interpretato Julian Looman e doppiato da Stefano Crescentini.
- Ines Villegas, Capo della Polizia di Palma, interpretata da Maria Fernandez Ache.
- Carmen Lorenzo, la ragazza di Max, interpretata da Tábata Cerezo.
- Federico Ramis (stagione 1), patologo forense della Polizia di Palma, interpretato da Nacho Aldeguer.
- Joan Lorenzo, padre di Carmen e proprietario del bar, interpretato da Carlos Olalla.
- Sovrintendente Abbey Palmer (stagione 1), capo della Det. Blake a Londra, interpretata da Tanya Moodie
- Roberto Herrero interpretato da Alex Hafner, nuovo patologo forense.

## Episodi
| Stagione         | Episodi | Prima TV Regno Unito | Prima TV Italia |
| ---------------- | ------- | -------------------- | --------------- |
| Prima stagione   | 10      | 2019                 | 2020            |
| Seconda stagione | 6       | 2021                 | 2021            |
| Terza stagione   | 8       | 2024                 | inedita         |

## Produzione
Il fondatore di Cosmopolitan Pictures, Ben Donald, ha affermato che la serie nasce dal "desiderio di creare uno spettacolo poliziesco basato sull'azione piacevole come quelli con cui sono cresciuto e, in secondo luogo, dal desiderio di rinnovare e rinfrescare il rapporto anglo-tedesco in televisione". Le riprese della prima serie sono iniziate a novembre 2018.
Le riprese della seconda serie sono state interrotte a causa della pandemia di COVID-19. Sono stati prodotti solo sei dei dieci episodi previsti. Nonostante gli annunci prima della première della serie, Nacho Aldeguer e Tanya Moodie non sono tornati nella serie, anche se Moodie era diventato un membro del cast regolare. Per la serie, sono stati scritti diversi episodi da Rachael New, Alex McBride, Jackie Okwera ed Emily Fairweather, con Rob Evans firmato per dirigere. Gli episodi non girati dovrebbero essere trasmessi con la terza stagione se dovesse essere commissionata. Il produttore Ben Donald ha dichiarato che la post-produzione dei sei episodi finiti è stata completata nell'agosto 2020. Phil Daniels e Josette Simon sono stati successivamente confermati tra gli attori ospiti del cast. La serie è ambientata nell'isola spagnola di Maiorca.